# Andrew Funk
Andrew David Funk (Warrington Township, 21 september 1999) is een Amerikaans basketballer.

## Carrière
Funk speelde van 2018 tot 2022 collegebasketbal voor de Bucknell Bison. Hij speelde daarna nog een laatste seizoen bij Penn State Nittany Lions. In de NBA draft van 2023 werd hij niet gekozen. Hij speelde daarop in de NBA Summer League voor de Denver Nuggets en tekende nadien een contract bij hen. In oktober 2023 werd dat contract ontbonden en tekende hij bij hun opleidingsploeg de Grand Rapids Gold. Eind februari 2024 tekende hij een two-way contract bij de Chicago Bulls waarmee hij ook speelde voor de Windy City Bulls, hij kwam in vijf wedstrijden uit voor de Bulls. Hij speelde ook voor de Chicago Bulls in de NBA Summer League in de zomer van 2024, eind juli 2024 werd zijn contract ontbonden.
In oktober 2024 tekende hij een contract bij de Denver Nuggets maar dat werd weer ontbonden en hij tekende opnieuw bij hun opleidingsploeg de Grand Rapids Gold waar hij het seizoen 2024/25 doorbracht. In de zomer van 2025 speelde hij voor de Philadelphia 76ers in de NBA Summer League. Hij tekende hierna bij de Belgische eersteklasser Antwerp Giants.

## Statistieken

### Reguliere seizoen
| Seizoen  | Team          | WG | WS | MPW | 2P% | 3P% | FW% | RPW | APW | SPW | BPW | PPW |
| -------- | ------------- | -- | -- | --- | --- | --- | --- | --- | --- | --- | --- | --- |
| 2023/24  | Chicago Bulls | 5  | 0  | 2,7 | 0,0 | 0,0 | —   | 0,0 | 0,0 | 0,2 | 0,2 | 0,0 |
| Carrière | Carrière      | 5  | 0  | 2,7 | 0,0 | 0,0 | —   | 0,0 | 0,0 | 0,2 | 0,2 | 0,0 |